# San Pietro a Monte
San Pietro a Monte è una frazione del comune di Città di Castello, nella valle del Seano-Minima, in provincia di Perugia; dista 19 chilometri dal capoluogo ed è al confine della Toscana, a metà strada verso Cortona.

## Storia
È un centro di origine altomedievale composto di piccoli borghetti sparsi. Punti di riferimento storicamente e geograficamente importanti sono la Chiesa di San Pietro dell'XI sec., l'ex-convento dell'Antierle del 1400 e l'ottocentesca Villa Santinelli in San Vincenzo. Domina la valle il Castello di San Biagio a Colle del 1200.

## Monumenti e luoghi d'interesse
- Chiesa di San Pietro: è una chiesetta in stile povero-romanico con campanile a vela; reca incastonate nella muratura alcuni fregi a intreccio longobardo che testimoniano la probabile presenza di un tempio cristiano già nell'VIII sec. Al suo interno resti di una decorazione muraria in stile preromanico tipica delle chiese a funzione funeraria del X-XI sec.
- Ex-convento dell'Antierle: tipico convento rurale del 1400 ora trasformato in civili abitazioni
- Castello di San Biagio a Colle: maniero dei Marchesi di Colle, capostipiti della casata dei Bourbon del Monte, fondato nel 1200; ora è un relais privato e ne fa parte anche l'omonima antica Chiesa di San Biagio
- Villa Santinelli a San Vincenzo: esempio di Villa-Fattoria padronale a latifondo del 1800

## Eventi e attività
- Festa patronale: ogni anno la sera del 29 giugno viene celebrata una messa e una processione notturna con la reliquia di San Pietro con la quale si benedice il paese.
- Festa di Sant'Antonio Abate: la domenica successiva al 17 gennaio messa e benedizione finale degli animali domestici e dei mangimi.

## Sport, turismo e tempo libero
- campetto polivalente calcetto, tennis e pallavolo